# Ora, Israel

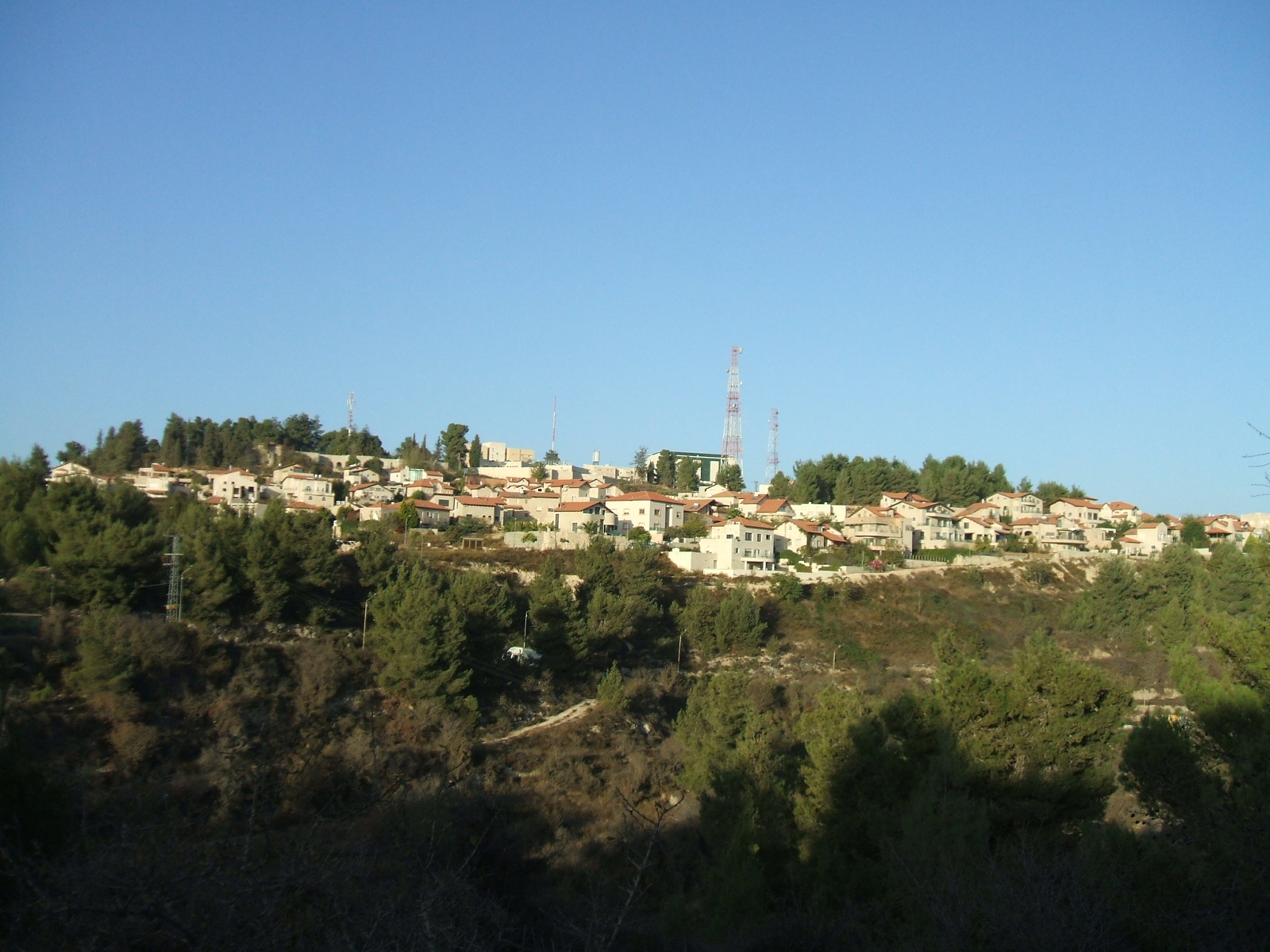
Moşavul Ora din Israel

Ora (ebraică אורה) este o comună, cooperativă agricolă de tip moșav (moshav) în centrul Israelului, în Munții Ierusalimului, la 2 km vest de cartierul Kiryat Menahem al Ierusalimului.
Din punct de vedere administrativ, Ora  aparține zonei de jurisdicție a consiliului Matè Yehuda.
Populația din Ora este de 909 locuitori  (2006). 

## Numele
Numele așezării, Ora, provine de la cuvântul ebraic Or אור, însemnând lumină și aduce aminte și de denumirea satului arab Al Djura („Scobitura”) care a existat în apropiere într-o mică vale până la războiul din 1948.
Cuvântul Ora apare în Cartea Esterei 8,16, din Biblie (Vechiul Testament),
„La Iudei a fost atunci lumină în case, bucurie, veselie și mare prăznuire”
  ליהודים היתה אורה ושמחה וששון וִיקָר
(după spulberarea pericolului din partea vizirului Haman și sfârșitul acestuia)

## Așezare geografică
Moșavul Ora este situat la sud de muntele cu același nume Har Ora, cunoscut în arabă ca Ras al Rab (Înălțimea sau capul Domnului) , iar de creștini ca Muntele Vizitei (în engleză Mount of Visitation) în amintirea vizitei făcute de Maria, mama lui Isus, Elisabetei, mama lui Ioan Botezătorul.
Muntele Ora este cea mai înaltă culme a Munților Ierusalimului, având 842 m.
La nord-vest de moșav se află izvorul Eyn Sarig, iar  în apropierea lui ultime vestigii ale satului arab Al Djura - câteva case abandonate și livezi.

## Istoric
Localitatea a fost întemeiată în anul 1950 de evrei originari din Yemen în apropierea unui sat arab Al Djura الجورة (Al Djura- Al Quds) (460 locuitori în 1948, circa 60 de case) care a fost părăsit sau evacuat în cursul Războiului arabo-evreiesc din Palestina din anul 1948, cunoscut ca Războiul de independență al Israelului, și al deplasărilor de populație determinate de aceste ostilități, denumite de arabii palestineni Nakba, adică „catastrofa” lor națională.
In timpul războiului din 1948-1949 luptători arabi au controlat culmea muntelui și au folosit-o ca punct strategic și ca bază pentru terorizarea cartierelor evreiești din vecinătate. 
Al Djura a intrat în controlul armatei israeliene în cursul Operației Dani, prin 11 iulie 1948, ceea ce a permis în continuare cucerirea de către evrei și a satului Eyn Kerem care face azi parte din Ierusalim.
Locuitorilor inițiali evrei din Yemen așezați aici în 1950 li s-au alăturat mai târziu și repatrianți evrei din Kurdistan și Maroc.

## Economie
Așezarea se bazează în principal pe ramurile agriculturii și turismului.
Are camere de închiriat și restaurante, precum și o fermă de cai.

## Obiective și instituții
Pe muntele Ora în anul 1937 Miss Alice May Carey (1879-1957), o misionară anglicană originară din insula Guernsey, stabilită de multă vreme în satul vecin Eyn Kerem (pe atunci Ayn Karm) a ridicat pe terenul cumpărat de ea, un hotel și un sanctuar denumit Interdenominational Shrine (Altarul Interconfesional), dedicat credincioșilor din cele trei principale religii monoteiste locale - creștină, musulmană și iudaică.
Sanctuarul cunoscut ca sanctuarul sau templul lui Miss Carey a fost inaugurat în prezența unor notabilități britanice, arabe și evreiești în anul 1939.
In timpul celui de- al doilea război mondial activitatea acestui loc a fost paralizată iar hotelul a servit la cazarea de refugiați, inclusiv a unor aviatori din armata poloneză în exil a generalului Władisław Anders.
Ulterior Miss Carey, din motive financiare, a fost nevoită să vândă terenul și clădirile Misiunii Anglicane  (după anul 1945 s-a întors în patrie și din cauza deteriorării sănătății ei mintale a fost internată în instituții psihiatrice), iar aceasta, în anul 1956, l-a vândut Statului Israel. De atunci ele au intrat în componența unei baze militare israeliene care ocupă vârful muntelui. Sanctuarul, renovat la sfârșitul anilor 1990, a servit un timp drept cămin cultural pentru soldați.
Hostelul a devenit ulterior în parte un internat special numit "Messila"
destinat unor fete cu probleme psiho-sociale.
În apropierea localității Ora se află câteva locuri de interes arheologic -
Khirbet Saida , Ayn al Jadida , Khirbet al Qusur  cu urme din vremea stăpânirii bizantine și cruciate.

## Locuitori însemnați
- Yehezkel Zakai (n.1932), agricultor, politician și manager, născut în Kurdistan, fost deputat social democrat (P Muncii) în Knesset (al 9-lea si al 10-lea), din conducătorii mișcării moșavurilor , președintele Comitetului evreilor orientali și sefarzi din Israel